# 宮ノ陣神社
宮ノ陣神社（みやのじんじんじゃ）は、福岡県久留米市宮ノ陣にある神社。旧社格は村社（神饌幣帛料供進社）。南朝の二人の皇子（後村上天皇の皇子・良成親王、後醍醐天皇の皇子・懐良親王）を祭神とする。

## 歴史

### 前史「将軍梅」

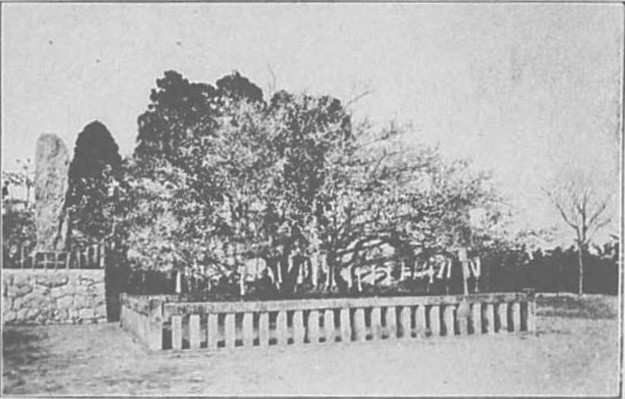
『日本写真帖』（明治45年）より「将軍梅（三井郡宮ノ陣村）」。左が「将軍梅紀念之碑」

宮ノ陣は、南北朝時代の1359年（正平14年）8月、征西大将軍・懐良親王が筑後川の戦いに際して本陣を置いた地とされる。懐良親王はこの時、陣営に阿弥陀如来を安置し、その手向けとして一株の紅梅をお手植えしたと伝えられる。
この梅が後に「将軍梅（しょうぐんばい）」と呼ばれるようになり、江戸時代には楠木氏に連なるとされる庄屋が巡らせた木の柵で代々保護された。
王政復古後の1868年（慶応4年）、最後の久留米藩主・有馬頼咸が囲いを石造りの玉垣に改めさせた。伝承によれば、公卿の四条隆謌から将軍梅を大切に保護するように命じられたことに起因するという。
1873年（明治6年）、将軍梅付近に懐良親王を祭神とする神社を造営する計画が持ち上がった。ところが翌年に佐賀の乱が勃発し、その後も水害風災が相次いだために頓挫した。

### 神社創建

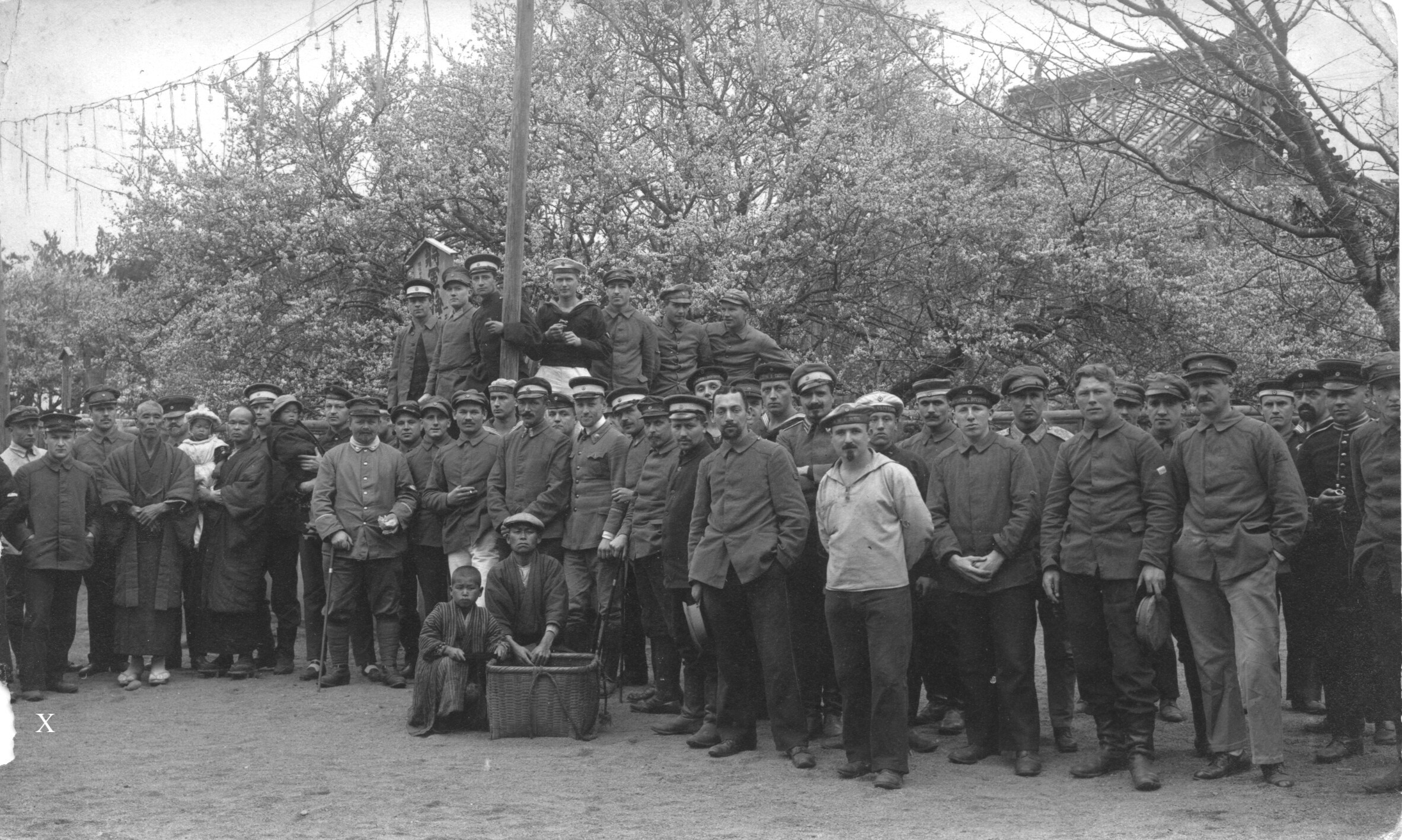
宮ノ陣神社を訪れた日独戦ドイツ兵捕虜（1915-1920年頃）
中央左に「将軍（梅）」と書かれた立札が見える

1885年（明治18年）1月27日、合川村宮盾の地に、良成親王を祭神とする横一間入一間の小社が創建された。しかしその後、この祠は暴風により倒壊したので、良成親王と縁故ある懐良親王の遺愛の梅の傍らに遷されることになった。
1888年（明治21年）11月に横二間入一間半の社殿が造営された。ところが翌1889年（明治22年）、大洪水に見舞われて、社殿以外の境内は田畑に復した。1892年、1893年（明治25、26年）頃から再興が図られたが、1894年（明治27年）の日清戦争勃発により中止された。
明治30年代に入ると、小松宮彰仁親王、次いで皇太子嘉仁親王（後の大正天皇）の訪問があった（#皇室の訪問歴）。これを受けて社殿改築、拝殿増築の機運が高まった。
1902年（明治35年）11月に増改築された。
1911年（明治44年）9月、懐良親王を合祀した。
1914年（大正3年）、将軍梅の繁茂に伴い、有馬伯爵家に寄進を請願して玉垣を増設した。
1915年（大正4年）6月24日、神饌幣帛料供進社に指定された。
1988年（昭和63年）2月24日、将軍梅が「宮ノ陣の将軍梅」として久留米市の天然記念物に指定された。

## 皇室の訪問歴

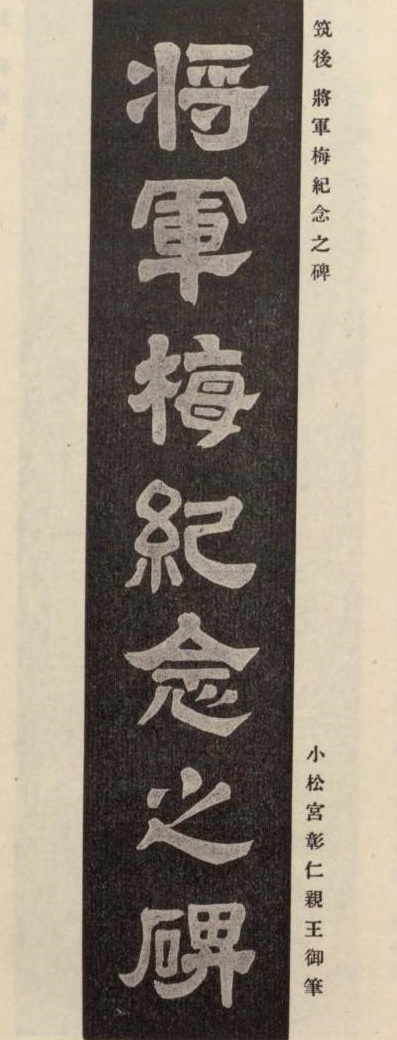
小松宮彰仁親王の揮毫による「将軍梅紀念之碑」

- 1897年（明治30年）、小松宮彰仁親王が九州における陸軍演習の余暇に御成[2]。
  - 小松宮はこの際に「将軍梅紀念之碑」の七字を揮毫して下賜。これをもとに明治33年（1900年）3月、将軍梅の傍らに石碑が建立された[2]。
- 1900年（明治33年）10月24日、皇太子嘉仁親王（後の大正天皇）が行啓、松をお手植えした[10]。
- 1906年（明治39年）11月18日、小松宮頼子妃が御成[11]。
- 1917年（大正6年）5月19日、朝香宮鳩彦王が御成[12]。
- 1920年（大正9年）12月、久邇宮邦彦王が御成、梅をお手植えした[2]。
- 1931年（昭和6年）8月、春仁王妃直子が御成[2]。

## 文化財・社宝
- 「宮ノ陣の将軍梅」（久留米市天然記念物）
  - 同じく懐良親王・良成親王を祭神とする八代宮（熊本県八代市）に株分けされ、八代宮からさらに護良親王を祭神とする鎌倉宮（神奈川県鎌倉市）にも株分けされている[13]。
- 「皇太子殿下（大正天皇）御使用之鍬」[2]
- 「久邇宮殿下御使用鍬」[2]
- 「朝香宮殿下御使用鍬」[2]
- 「御神鏡」一面[2]

## 梅の名所として
境内には、久留米市最大級の梅である将軍梅を筆頭に、約60本の梅が植えられており、花の見頃には多くの見物人で賑わいをみせてきた。丸山敏雄は1924年（大正13年）2月、将軍梅を見物しようと訪ねたことへの後悔の念を『筑紫野雑記』に綴っている。
近年は「将軍梅 梅まつり」と題するイベントとして3月下旬に開催されている。